# (3264) Bounty
(3264) Bounty es un asteroide perteneciente al cinturón de asteroides, descubierto el 7 de enero de 1934 por Karl Wilhelm Reinmuth desde el Observatorio de Heidelberg-Königstuhl, Alemania.

## Designación y nombre
Designado provisionalmente como 1934 AF. Fue nombrado Bounty en homenaje al motín ocurrido en el HMS Bounty.